# Світ (філософія)
Світ — це цілісна система, єдність природи, суспільства і сутнісних сил людини, що увібрала в себе уявлення про граничність для людини основи сущого. Світ є реальність, виділена і поєднана в цілісність певним сенсом. Реальність розгорнених людських сенсів постає як культура.